# Ruda-Huta (gemeente)
De gemeente Ruda-Huta is een landgemeente in het Poolse woiwodschap Lublin, in powiat Chełmski.
De zetel van de gemeente is in Ruda-Huta.
Op 30 juni 2004 telde de gemeente 4847 inwoners.

## Oppervlakte gegevens
In 2002 bedroeg de totale oppervlakte van gemeente Ruda-Huta 112,48 km², waarvan:
- agrarisch gebied: 73%
- bossen: 17%

De gemeente beslaat 6,32% van de totale oppervlakte van de powiat.

## Demografie
Stand op 30 juni 2004:
| Omschrijving                   | Totaal | Totaal | Vrouwen | Vrouwen | Mannen | Mannen |
| ------------------------------ | ------ | ------ | ------- | ------- | ------ | ------ |
| eenheid                        | aantal | %      | aantal  | %       | aantal | %      |
| inwoners                       | 4847   | 100    | 2423    | 50      | 2424   | 50     |
| bevolkingsdichtheid (inw./km²) | 43,1   | 43,1   | 21,5    | 21,5    | 21,6   | 21,6   |

In 2002 bedroeg het gemiddelde inkomen per inwoner 1290,31 zł.

## Administratieve plaatsen (sołectwo)
Chromówka, Dobryłów, Gdola, Gotówka, Hniszów, Jazików, Karolinów, Leśniczówka, Poczekajka, Ruda, Ruda-Huta, Ruda-Opalin, Rudka, Zarudnia, Żalin.

## Aangrenzende gemeenten
Chełm, Dorohusk, Sawin, Wola Uhruska. De gemeente grenst aan Oekraïne.

## Geschiedenis
In de Tweede Wereldoorlog was bij het dorp Ruda-Opalin het nazi-werkkamp kamp Ruda-Opalin. Het kamp werd gesticht voor slaven die de waterloop van de beken moesten reguleren. Tijdens Aktion Reinhard ressorteerde het kamp onder kamp Sobibor.